# 铧尖乡 (宽城县)
铧尖乡，是中华人民共和国河北省承德市宽城满族自治县下辖的一个乡镇级行政单位。

## 行政区划
铧尖乡下辖以下地区：
铧尖村、马尾沟村、榆林村、牛心山村、沟口子村、东沟村、南沟门村和三道岭村。